# Doratopsylla dampfi
Doratopsylla dampfi är en loppart som beskrevs av Anatol I. Argyropulo 1935. Doratopsylla dampfi ingår i släktet Doratopsylla och familjen mullvadsloppor.

## Underarter
Arten delas in i följande underarter:
- D. d. dampfi
- D. d. irana